# 第一次武裝中立聯盟

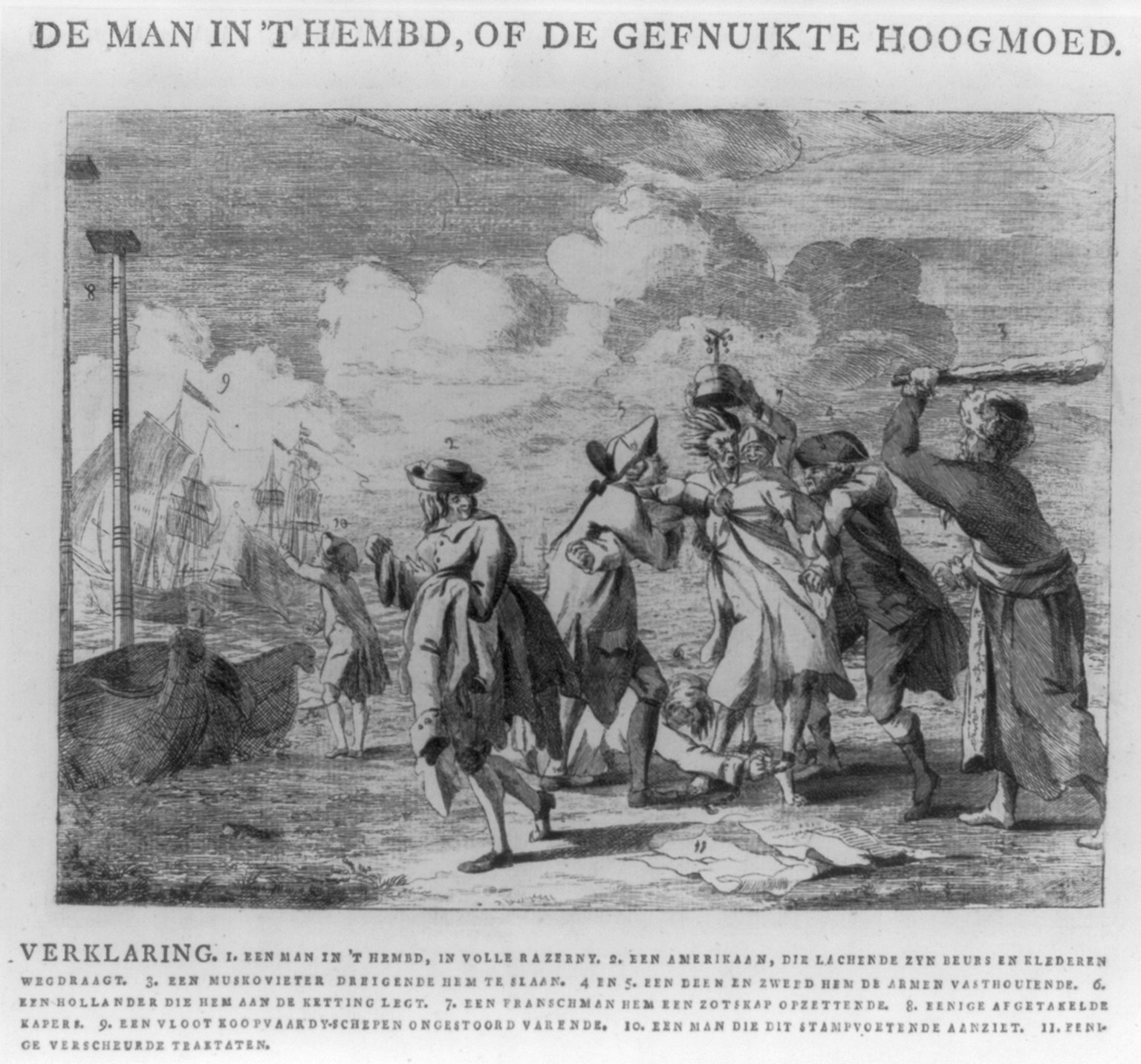
穿著睡衣的男人，抑或被壓制的氣焰（De man in't hembd, de gefnuikte hoogmoed）
畫中穿著睡衣的男子（代表英國）遭到数名男子（代表武装中立联盟和其盟国）的袭击。他被瑞典人和丹麦人抓住，法国人在他头上戴了頂傻帽，荷兰人在他的脚踝上戴了镣铐，美国人带着他的衣服逃跑了，俄罗斯人則准备用棍子打他；背景中，一支商船队驶向大海。

第一次武裝中立聯盟（英語：First League of Armed Neutrality），是1780年至1783年间，數個歐洲海上力量結盟，旨在保护該國中立船隻的航行自由，對抗英國皇家海军在美国獨立战争和英法战争期间的禁運政策；英軍試圖搜查中立船隻船運，攔截運往法國的禁運品。 英国海军將領依其政策，登上船队，没收船隻的禁運品。根据估计，由于英國的攔截，每5艘商船中便有1艘無法安全到达港口。 至1778年9月止，至少有59艘船遭掠奪，包括8艘丹麦艦、16艘瑞典艦和35艘荷兰艦，及普鲁士的船只。 遭掠奪各方皆強烈抗议英國行徑。

## 開端
俄罗斯女皇叶卡捷琳娜二世于1780年11月宣布俄罗斯武装中立，是美国独立战争期間第一次武裝中立聯盟的開端。她支持中立国有权与交战国在海上畅通无阻地进行除了武器和军用物资的贸易。俄罗斯拒絕承认对整个海岸的封锁，唯若交战方的军舰於現場或附近时才会承认其对个别港口的封锁。俄罗斯海军向地中海、大西洋和北海派遣了三个分艦隊来执行其主張。 
丹麦-挪威聯合王國，和控制芬蘭的瑞典王國接受俄罗斯关于武裝中立联盟的提议，採取了相同的船運政策；三国签署數個双边协议，並稍後于1780年8月签署了三方公约，形成了联盟。聯盟将其船只组合護航船隊，聲明船上货物非禁運品。与英国交战的西班牙承诺尊重联盟的中立性，而英国拒絕。荷兰原计划于1781年1月加入联盟，但在条约签署前，英國捕获一艘载有英国指定禁運品的荷兰商船，故荷蘭稍後對英宣战，无法加入联盟。 
联盟成员雖然没有参加战争，但威胁联合报复交战方對中立船隻的搜查。1781年，普鲁士、奥地利、葡萄牙加入武裝中立聯盟；1782年，奥斯曼帝国加入；1783年，那不勒斯王國加入。 
由于皇家海军的数量超越了聯盟舰队总和，凯瑟琳日後稱聯盟的軍事措施為“武装无效”。然而，聯盟在外交上的作用比其軍事意義更大。法国和美国很快宣布遵守自由貿易的新原则。英国雖沒有跟進，但由於不想与俄罗斯衝突，盡可能避免干涉聯盟航运。第四次英荷戰爭間，英國與聯盟双方都心照不宣地認定荷兰非聯盟成員，而英国并未正式與聯盟敌对。 整个战争期间，皇家海军的大部分海军物资仍继续自波罗的海供應。

## 結束
在巴黎条约结束战争后，聯盟不再具備任何实际功能。
拿破仑战争中隨後組成的第二次武装中立联盟没有第一次那么成功。在英国於哥本哈根海战获胜后，聯盟结束。 